# James Thiriar
Pour les articles homonymes, voir Thiriar.
Pour l’article ayant un titre homophone, voir Thiriart.
James Thiriar, né à Ixelles en 1889 et mort à Bruxelles en 1965, est un dessinateur, illustrateur, peintre et costumier belge, connu principalement pour ses dessins d'uniformes militaires.

## Biographie
Le père de James Thiriar est officier et sa mère est une Écossaise.
Blessé au début de la Première Guerre mondiale alors qu'il combattait au sein de la Garde civique, James Thiriar rejoint l'armée belge à Londres où il réalise de nombreux dessins de la vie quotidienne des soldats au front, publiés notamment par The Illustrated London News.
D'abord attaché au service topographique de l'armée pour la réalisation de cartes détaillées et de dessins de la ligne de front, il est transféré à la section artistique de l'armée belge en campagne en 1916 et organise plusieurs expositions à La Panne et à Londres en 1917. Il produit des illustrations pour un magazine belge francophone du soldat appelé L'Yser : Journal hebdomadaire du front belge, sous le pseudonyme de Uilenspiegel. Il réalise aussi des dessins sous le titre La guerre sur l'Yser dessinée par les combattants pour le magazine bimensuel français La Guerre des Nations,. En 1917, il illustre le livre de Jacques Pirenne intitulé Les Vainqueurs de l'Yser. Après la guerre, il publie en 1920 son propre livre de mémoires et d'illustrations, Gloire et Misère au Front de Flandres 1914-1918, et illustre d'autres livres tels que Raconte la Guerre de Robert Vivier.
De retour en Belgique, il ouvre ses propres ateliers à Bruxelles, rue Joseph II, et travaille comme costumier et dessinateur pour le Théâtre royal de la Monnaie sous la direction de Maurice Corneil de Thoran. En 1926, il s'inspire des croquis de Filippo Brunelleschi pour créer des costumes à la fois sobres et somptueux pour la création mondiale en langue française de Turandot. Il rénove la décoration théâtrale et dessine d'innombrables toilettes pour diverses pièces à grand spectacle. Il dessine aussi des affiches pour la SNCF.
En 1932, James Thiriar participe à la mission belge d'exploration du Ruwenzori où il peint notamment des aquarelles et gouaches illustrant la végétation du Congo et du Soudan et rédige un document sur la faune et la flore de cette région.
En 1942, il dessine 232 illustrations incluses dans les trois volumes des Croquis Congolais du général Fernand Gendarme (Force publique du Congo Belge).

## Musées conservant des œuvres de James Thiriar
- Bibliothèque royale de Belgique, Cabinet des estampes, à Bruxelles
- Divers musées de Bruxelles (de la Dynastie, de la Poste, du Chemin de fer, de l'Armée, de la Gendarmerie, Maison du Roi)
- Musée royal de l'Afrique centrale à Tervuren

## Hommages et distinctions
Une rétrospective lui a été consacrée au Musée royal de l'Armée et de l'Histoire militaire à Bruxelles en 1967.
La distinction suivante lui a été attribuée en 1928 :
- Chevalier de l'ordre de Léopold.